# Zoran Kačić
Zoran Kačić (Spalato, 9 settembre 1953) è un pallanuotista jugoslavo.
Ha partecipato alle Olimpiadi estive 1976.